# Litoria christianbergmanni
Litoria christianbergmanni é uma espécie de anfíbio anuro da família Pelodryadidae. Está presente na Indonésia. A UICN classificou-a como pouco preocupante.